# Brütal Legend
Brütal Legend és un videojoc d'acció, aventura i estratègia desenvolupat per Double Fine Productions i publicat per Electronic Arts. És una idea original de Tim Schafer i un joc no lineal. En un principi, el joc anava a ser publicat per Vivendi, però amb la fusió amb Activision, fou rebutjat el projecte. Electronic Arts té pensat traure el joc per a Wii.

## Sistema de joc
Eddie posseeix un gran destral amb aspecte místic, The Separater (La Separadora), amb el qual acaba amb la vida dels seus enemics; i una guitarra amb forma semblant a una Gibson Flying V que afinava al món real, Clementine, la qual en tocar desencadena poders destructius com provocar terratrèmols o prendre en flames als enemics. Durant la història, es trobaran tablaturas per augmentar el nombre de cançons amb la guitarra, cadascuna amb un efecte diferent. El món posseeix una gran plana i per recórrer-les, Eddie es construeix un vehicle hot-rod, The Deuce(al que cridarà Quitadruidas), el qual s'anirà millorant en aconseguir noves peces o en tallers que es trobi durant l'aventura. També ens serveix per aixafar als enemics que apareguin per mitjà.
Durant el joc, es podrà anar reclutant unitats i anar donant-los ordres. Entre les unitats podem trobar els "headbangers", "groupies", porters, ballarines o "pipes". Les diferents "unitats" posseeixen un moviment cooperatiu únic, com envoltar a Eddie i protegir-ho; o acabar amb els enemics mitjançant el so dels altaveus.
D'altra banda en iniciar la història, el jugador pot optar per deixar el joc amb el seu característic gore i llenguatge groller o suprimir aquests caràcters disminuint la seva violència però àdhuc conserva la clasificasion PEGI 18 i ESRB (M-17) Mature 17.
El joc compta amb algunes característiques extres:
- En funció del tipus de lluita la música és diferent.
- En una batalla, es van obtenint fans que hauràs d'acontentar amb els solos de guitarra. Allí on apareguin has de construir llocs de marxandatge per convertir-los en autèntics fans de la nostra banda.
- A més de les missions principals, hi ha missions secundàries per millorar les habilitats i obtenir objectes nous.
- Compta amb una manera multijugador online de lluites entre exèrcits.

## Argument
Eddie Riggs és el roadie d'un grup d'una colla de joves que, encara que s'enquadren a si mateixos dins del metal, barregen diversos estils desvirtuant el gènere amb la condició de guanyar-se "al seu públic pre-adolescent" (paròdia de certs grups actuals). Durant un concert, al salvar a un membre de la banda, Eddie es fereix caent la seua sang sobre la sivella del seu cinturó, invocant el poder que ocultava, tele-transportant a Eddie a altre món.
En eixe món, Eddie es desperta en un tenebrós temple on uns misteriosos monjos van a buscar-lo espasa en mà per a sacrificar-lo. Per sort, Eddie arreplega un destral i la guitarra de la banda, que utilitza com armes per a defensar-se. Una vegada s'ha lliurat d'ells ix del temple i descobrix que està en un nou món: la terra llegendària del Heavy Metal.

## Desenvolupament

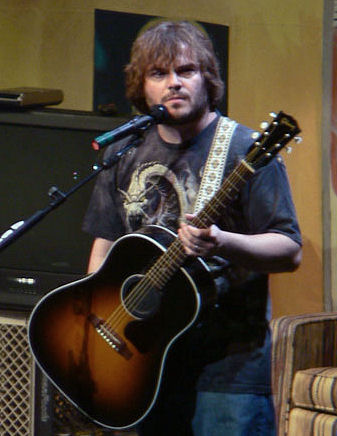
Jack Black és la imatge i veu del protagonista, Eddie Riggs

El joc es desenvolupa en la "era del metal", una terra on el paisatge hi ha muntanyes d'altaveus o pneumàtics o d'osos apilats, roques amb forma de guitarres, arbres que donen barrils de cervesa... Hi ha moltes referències a elements reals com a portades d'alguns àlbums del gènere i fins i tot algunes missions estan basades en cançons com "Ride the Lightning" o "Run to the Hills".
Com a colofó a aquest món metaler, el protagonista de la història, Eddie Riggs, tindrà la imatge i veu de l'actor i cantant Jack Black. Però no està solament, perquè altres estrelles del rock participen posant la imatge i veu, com són el cas de Lemmy Kilmister, que està personificat com el Mestre Mort; o Rob Halford, la veu del qual dona vida a El baró i al General Lionwhyte, un dels dolents.

### Banda sonora
La banda sonora de Brütal Legend conté 107 cançons de heavy metal de 75 bandes diferents, seleccionades per Schafer i Emily Ridgway, sent cada cançó una "elecció completament sincera destinada a ser estimada pels fans del Metal".
Llista completa de la banda sonora:
| Cançó                               | Artista                |
| ----------------------------------- | ---------------------- |
| "A Serpentine Grave"                | Bishop of Hexen        |
| "Ad Noctis"                         | Rotting Christ         |
| "Am I Evil?"                        | Diamond Head           |
| "Angel Witch"                       | Angel Witch            |
| "Angels Don't Kill"                 | Children of Bodom      |
| "Assault Attack"                    | Michael Schenker Group |
| "Back at the Funny Farm"            | Motörhead              |
| "Battle Angels"                     | Sanctuary              |
| "Battle Hymn/One Shot at Glory"     | Judas Priest           |
| "Believer"                          | Ozzy Osbourne          |
| "Betrayal"                          | Lita Ford              |
| "Birth of the Hero"                 | Tvangeste              |
| "Blackout"                          | Scorpions              |
| "Blitzkrieg"                        | Deathstars             |
| "Bomber"                            | Girlschool             |
| "Breadfan"                          | Budgie                 |
| "Cathode Ray Sunshine"              | Dark Tranquillity      |
| "Children of the Grave"             | Black Sabbath          |
| "Crack the Skye (Instrumental)"     | Mastodon               |
| "Cremation"                         | King Diamond           |
| "Cry of the Banshee"                | Brocas Helm            |
| "Dawn of Battle"                    | Manowar                |
| "Deadly Sinners"                    | 3 Inches of Blood      |
| "Destroy the Orcs"                  | 3 Inches of Blood      |
| "Diary of a Madman"                 | Ozzy Osbourne          |
| "Die For Metal"                     | Manowar                |
| "Dr. Feelgood"                      | Mötley Crüe            |
| "Drink the Blood of the Priest"     | Brocas Helm            |
| "Fast as a Shark"                   | Accept                 |
| "For the Glory Of"                  | Testament              |
| "Free Your Hate"                    | KMFDM                  |
| "Frost"                             | Enslaved               |
| "Girlfriend"                        | Kabbage Boy            |
| "God of Thunder"                    | Kiss                   |
| "Goliaths Disarm Their Davids"      | In Flames              |
| "Vestíbul of the Mountain King"     | Savatage               |
| "Her Ghost in the Fog"              | Cradle of Filth        |
| "High Speed Dirt"                   | Megadeth               |
| "Holiday"                           | Scorpions              |
| "Igniisis Dance"                    | Wrath of Killenstein   |
| "In the Black"                      | Motörhead              |
| "Insomnia"                          | Dark Fortress          |
| "Kickstart My Heart"                | Mötley Crüe            |
| "Lay It Down"                       | Ratt                   |
| "Leather Rebel"                     | Judas Priest           |
| "Live Wire"                         | Mötley Crüe            |
| "Loke"                              | Enslaved               |
| "Love Dump"                         | Static-X               |
| "Machine Gunn Eddie"                | Nitro                  |
| "March of the Crabs"                | Anvil                  |
| "Marching Off to War"               | Motörhead              |
| "Master Exploder"                   | Tenacious D            |
| "Murmaider"                         | Dethklok               |
| "Metal Church"                      | Metal Church           |
| "Metal Storm/Face the Slayer"       | Slayer                 |
| "Metal Thrashing Mad"               | Anthrax                |
| "More Than Meets the Eye"           | Testament              |
| "Mr. Crowley"                       | Ozzy Osbourne          |
| "Mr. Scary"                         | Dokken                 |
| "Narita"                            | Riot                   |
| "Never Say Die"                     | Black Sabbath          |
| "Nightstalker"                      | Cloven Hoof            |
| "No Love Lost"                      | Carcass                |
| "Oblivion (Instrumental)"           | Mastodon               |
| "Overnight Sensation"               | FireHouse              |
| "Painkiller"                        | Judas Priest           |
| "Progenies of the Great Apocalypse" | Dimmu Borgir           |
| "Pure Evil"                         | Iced Earth             |
| "Queen of Desire"                   | Ostrogoth              |
| "Queen of the Masquerade"           | Crimson Glory          |
| "Riding the Storm"                  | Running Wild           |
| "Rip the System"                    | KMFDM                  |
| "Road Racin"                        | Riot                   |
| "Rock Bottom"                       | UFO                    |
| "Rock of Ages"                      | Def Leppard            |
| "Skeleton on your Shoulder"         | Coroner                |
| "Snap Your Fingers, Snap Your Neck" | Prong                  |
| "So Frail"                          | Mirrorthrone           |
| "Soul Thrashing Black Sorcery"      | Skeletonwitch          |
| "Stigmata"                          | Ministry               |
| "Still of the Night"                | Whitesnake             |
| "Sulphur Injection"                 | Apostasy               |
| "Superbeast"                        | Rob Zombie             |
| "Swords and Tequila"                | Riot                   |
| "Symptom of the Universe"           | Black Sabbath          |
| "Tag Team"                          | Anvil                  |
| "Technical Difficulties"            | Racer X                |
| "The Axeman"                        | Omen                   |
| "The Beautiful People"              | Marilyn Manson         |
| "The Hellion/Electric Eye"          | Judas Priest           |
| "The Metal"                         | Tenacious D            |
| "The Somber Grounds of Truth"       | Bishop of Hexen        |
| "The Wild and the Young"            | Quiet Riot             |
| "Thieves"                           | Ministry               |
| "Through the Fire and Flames"       | DragonForce            |
| "Thus Spake the Nightspirit"        | Emperor                |
| "Tornado of souls"                  | Megadeth               |
| "Warriors Dawn"                     | Slough Feg             |
| "(We Are) the Road Crew"            | Motörhead              |
| "Welcome Home"                      | King Diamond           |
| "Wheels of Steel"                   | Saxon                  |
| "When the Night Falls"              | Iced Earth             |
| "Witches"                           | Candlemass             |
| "World of Hurt"                     | Overkill               |
| "Y.RO"                              | Racer X                |
| "Youth Gone Wild"                   | Skid Row               |
| "Zoom Club"                         | Budgie                 |